# Undertow
Undertow är det första fullängdsalbumet av det amerikanska rockbandet Tool, utgivet 1993 av skivbolaget Zoo Entertainment. Fram till juli 2010 hade albumet sålts i 2 910 000 exemplar i USA.
Albumet spelades in mellan oktober och december 1992 på Grand Master Studios i Hollywood, Kalifornien, av Sylvia Massy. Några av låtarna på albumet är låtar som bandet valde att inte utge på deras första EP Opiate.

## Låtlista
Alla låtar skrivna av Tool, förutom där annat anges.
1. "Intolerance" – 4:54
2. "Prison Sex" – 4:56
3. "Sober" – 5:06
4. "Bottom" (Tool & Henry Rollins) – 7:14
5. "Crawl Away" – 5:29
6. "Swamp Song" – 5:31
7. "Undertow" – 5:21
8. "4°" – 6:02
9. "Flood" – 7:45
10. "Disgustipated" – 15:47

## Medverkande
Musiker (Tool-medlemmar)
- Maynard James Keenan – sång (som "Mostresticator")
- Adam Jones – sitar (spår 4), gitarr (som "Bastardometer")
- Paul D'Amour – basgitarr (som "Bottom Feeder")
- Danny Carey – trummor (som "Membranophones")

Bidragande musiker
- Henry Rollins – sång (spår 4)
- Chris Haskett – slägga (spår 10)
- Statik – sampling (spår 10)

Produktion
- Tool – producent
- Sylvia Massy – producent, ljudtekniker
- Brad Cook, Chris Olivas, Robert Fayer – assisterande ljudtekniker
- Ron St. Germain – ljudmix